# NGC 7343
NGC 7343 é uma galáxia espiral barrada (SBbc) localizada na direcção da constelação de Pegasus. Possui uma declinação de +34° 04' 18" e uma ascensão recta de 22 horas, 38 minutos e 37,8 segundos.
A galáxia NGC 7343 foi descoberta em 26 de Setembro de 1876 por Édouard Jean-Marie Stephan.